# Polikarpov I-153
El Polikárpov I-153 (en ruso: Полика́рпов И-153, también conocido como Чайка, en español: Chaika que es "gaviota") fue un caza biplano soviético de finales de la década de 1930. Desarrollado como una versión avanzada del I-15 con tren de aterrizaje retráctil, el I-153 luchó en los conflictos fronterizos soviético-japoneses en Mongolia y fue uno de los principales cazas soviéticos en los primeros años de la Segunda Guerra Mundial. 

## Diseño y desarrollo
En 1937, el Buró de diseño Polikarpov llevó a cabo estudios para mejorar el desempeño de sus cazas biplanos I-15 e I-15bis sin sacrificar maniobrabilidad, ya que la doctrina táctica soviética se basaba en una combinación de cazas monoplanos de alto desempeño (representados por el Polikarpov I-16) y ágiles biplanos. Las primeras experiencias de combate en la Guerra Civil Española mostraron que el I-16 tenía problemas al enfrentarse a los biplanos Fiat C.R.32 empleados por las fuerzas italianas que apoyaban a los rebeldes nacionalistas, lo que sugería continuar el empleo de cazas biplanos y como resultado, las propuestas de Polikarpov fueron aceptadas, ordenándole a su buró el diseño de un nuevo caza biplano. Polikarpov asignó la tarea al equipo de diseño liderado por Aleksei Ya Shcherbakov, que era ayudado por Artiom Mikoyán y Mijaíl Iósifovich Gurévich (que más tarde fundarían el buró de diseño MiG).
El nuevo caza (denominado I-15ter por el buró de diseño e I-153 por la VVS, la Fuerza Aérea Soviética)) estaba basado en el diseño del I-15bis, con una estructura más resistente, pero iba equipado con un tren de aterrizaje retráctil accionado manualmente para reducir la resistencia al aire. Volvió a emplear en el ala superior el diseño de "ala de gaviota" del I-15 original, pero con el perfil alar Clark YH del I-15bis. Las cuatro ametralladoras PV-1 de 7,62 mm del I-15bis fueron reemplazadas por cuatro ShKAS. A pesar de ser del mismo calibre que sus predecesoras, disparaban con mayor cadencia (1.800 disparos/minuto en lugar de 750 disparos/minuto) y ofrecían una mayor cobertura. El nuevo caza iba a ser propulsado por un Shvetsov M-62, un derivado mejorado con dos sobrealimentadores del Shvetsov M-25 que propulsaba a los I-15 e I-15bis.
El avión era de construcción mixta, con una estructura del fuselaje de piezas de acero al cromo-molibdeno cubiertas con chapa de duraluminio en su parte delantera y con tela desde la parte posterior de la cabina. Las alas del avión estaban construidas de madera e iban cubiertas de tela, mientras que las superficies de cola eran de duraluminio cubiertas con tela. Estaba equipado con una rueda de apoyo en la cola, mientras que sus ruedas principales se retraían hacia atrás luego de rotar 90° para encajarse en la base de las alas, siendo accionadas mediante cables conectados a una rueda que era movida por el piloto. La rueda de apoyo era de caucho macizo y no se retraía, pero se movía al mismo tiempo que el timón.
El motor Shvetsov M-62 no estaba listo para cuando se completó el primer prototipo, por lo cual fue equipado con un motor M-25V de 750 CV con el que realizó su vuelo inaugural en agosto de 1938. El primer prototipo no pasó las pruebas de fábrica debido a numerosos defectos, aunque estas deficiencias no detuvieron su producción, iniciándose esta al mismo tiempo que las pruebas y su desarrollo. Los primeros I-153 producidos y equipados con el motor M-25 pasaron las pruebas oficiales durante 1939, a pesar de la pérdida de un avión que se desintegró en un picado a 500 km/h (311 mph). En las pruebas de vuelo, el I-153 (M-25) alcanzó la velocidad máxima de 424 km/h (264 mph), un techo de vuelo de 8.700 m (28400 pies) y necesitó 6 minutos con 24 segundos para alcanzar una altitud de 5.000 m (16404 pies). Este desempeño sobrepasaba por mucho al del I-15bis.
Durante 1939, la producción se cambió a la versión propulsada por el motor M-62 originalmente planeado, siendo oficialmente probado a partir del 16 de junio de 1939 un prototipo equipado con este motor. Mientras que la velocidad a nivel del mar era virtualmente la misma, el nuevo motor mejoró su desempeño en altitud. Se registró una velocidad de 443 km/h (275 mph) a 4.600 m (15100 pies), con un techo de vuelo de 9.800 m (32100 pies). Este desempeño fue considerado decepcionante y causó que el avión no pasara las pruebas oficiales de aceptación, aunque no detuvo su producción. Mientras se reconocía que el desempeño del I-153 no era adecuado, el único requisito fue no interrumpir su producción hasta que cazas más avanzados entraran en producción.
Aunque se propusieron numerosas mejoras, muchas eran demasiado radicales para implementase ya que el avión se encontraba en producción. Desesperado por mejorar su desempeño, Polikarpov probó dos I-153 equipados con el motor Shvetsov M-63 de 820 CV. Sin embargo, los resultados fueron decepcionantes y era dolorosamente obvio que el caza biplano no podía alcanzar mayores velocidades.
Una de las características rara vez mencionadas del I-153 era su pobre desempeño al entrar en barrena. Mientras que el I-16 se hizo conocido por entrar en barrena, los pilotos podían salir con facilidad de esta. En cambio, aunque el I-153 era difícil de hacer entrar el barrena, una vez perdido el control la recuperación era tan difícil, que por un tiempo se prohibió la ejecución de dicha maniobra. Finalmente se llegó a desarrollar una maniobra para recuperar el control, pero a pesar de ser efectiva, necesitaba una temporización y ejecución precisos.
Se habían construido un total de 3.437 I-153 al cesar su producción en 1941.

## Historial de combate
El I-153 entró en combate por vez primera durante la Batalla de Jaljin Gol en Mongolia. El Caza Tipo 97 (Nakajima Ki-27) de la Fuerza Aérea del Ejército Imperial Japonés demostró ser un formidable oponente para el I-15bis y el I-16, pero era igualado por el I-153, que conservaba la agilidad inherente a los biplanos y un desempeño mejorado. Aunque en general el desempeño del I-153 fue satisfactorio, algunos problemas significativos salieron a la luz. El más importante era la ausencia de un tabique cortafuego entre el tanque de combustible montado frente a la cabina y el piloto. Combinado con la fuerte corriente de aire que ingresaba a través de los encastres de las ruedas, invariablemente el incendio del tanque de combustible rodeaba la cabina y causaba severas quemaduras al piloto. Además, el motor M-62 padecía de una vida útil de apenas 60-80 horas debido a fallos del sobrealimentador de dos velocidades.
Las purgas de Iósif Stalin en la década de 1930 produjeron un tremendo retraso en el desarrollo de aviones soviéticos al inicio de la Segunda Guerra Mundial.[cita requerida] A pesar de que los nuevos cazas Yak-1 y LaGG-3 entraron en producción el 22 de junio de 1941, el grueso de la VVS estaba equipada con los obsoletos modelos de la década de 1930, incluso una gran cantidad de I-153. Hasta en una fecha tan tardía como 1942, hubo intentos de reiniciar la producción del I-153 y el I-16 para reducir la escasez de cazas.
El Polikarpov I-153 nunca voló en unidades aéreas españolas durante o después de la Guerra Civil Española. Dos primeras variantes de este avión, el I-15 y el I-15bis, volaron con las Fuerzas Aéreas de la República Española durante la guerra y después, ejemplares capturados de ambos modelos fueron empleados por las Fuerzas Aéreas hasta inicios de la década de 1950.

## Variantes
Aunque los intentos por mejorar su desempeño en general demostraron ser infructuosos, Polikarpov tuvo cierto éxito en actualizar el armamento. La serie del I-153 fue probada con dos ametralladoras sincronizadas TKB-150 de 12,7 mm (posteriormente denominada Berezin BS) y se construyeron unos 150 aviones con una sola TKB-150 montada en el fuselaje y dos ShKAS en las alas (se montó una sola TKB-150 debido a la escasez de esta arma, que además era empleada por el I-16 Tipo 29). Hacia finales de su producción, a unos 400 aviones se les instaló planchas metálicas bajo las alas para poder transportar y lanzar cohetes RS-82.
Otras variantes fueron:
- I-153DM (Dopolnityelnyi Motor – motor suplementario) - Como base experimental, el I-153DM voló con estatorreactores de gasolina montados bajo las alas. Los estatorreactores DM-2 aumentaron su velocidad máxima por 30 km/h, mientras que los más potentes DM-4 le añadieron 50 km/h. Se llevaron a cabo 74 vuelos.
- I-153P (Pushechnyy – armado con cañón) - Dos cañones automáticos sincronizados ShVAK de 20 mm aumentaron su potencia de fuego, pero también su peso y el hollín de la pólvora solía ensuciar el parabrisas.
- I-153Sh y USh - Versiones de ataque a tierra equipadas con contenedores subalares para ametralladoras ShKAS y bombas de 2,5 kg.
- I-153V (Vysotnoi - altitud) - Un único avión equipado con el modelo final de la cabina presurizada "fuga mínima" Schyerbakov.
- I-153V-TKGK (Vysotnoi-TK Germetichyeskoi Kabine  - altitud turbo-cargado cabina hermética (presurizada)) - versión de gran altitud con un motor turbocargado y cabina presurizada. Tenía una velocidad máxima de 482 km/h a una altitud de 10.300 m. Se construyeron 26 unidades para defensa aérea.
- I-153UD - La parte posterior de su fuselaje era de construcción monocasco en madera, en lugar del armazón mixto de acero y madera cubierto de tela, para ahorrar metal. No entró en producción.
- 50 I-153 fueron equipados con tanques de aceite de mayor capacidad y modificados para montar tanques de combustible auxiliares bajo las alas, aumentando su autonomía de combate. Su principal usuario fue la Aviación Naval Soviética.
- I-190 - Versión experimental propulsada por un motor radial M-88V de 820 CV, armada con dos cañones ShVAK y cuatro ametralladoras ShKAS. Hizo su primer vuelo el 30 de diciembre de 1939, pero se estrelló el 13 de febrero de 1941 y esta variante fue descontinuada.
- I-190GK (Germetichyeskoi Kabine – cabina hermética (presurizada)) - El segundo prototipo del I-190, construido con una cabina presurizada y un motor M-90 turbocargado mediante una turbina axial.
- I-195 - Un I-190 reforzado, con cabina cerrada sin presurizar, propulsado por un motor M-90 turbocargado mediante una turbina axial y el mismo armamento que el I-190. Este prototipo no se llegó a terminar.

## Ejemplares supervivientes
Se sabe de la existencia de un I-153 original. Está expuesto en el Museo del Aire y del Espacio, en la comuna francesa de Le Bourget (a unos 10 km al este de París).
A inicios de la década de 1990, el piloto y empresario neozelandés Tim (posteriormente Sir Tim) Wallis organizó la restauración de tres I-153 y seis I-16 para ponerlos en condición de vuelo en la Alpine Fighter Collection del Museo de los pilotos de cazas de Nueva Zelanda, este proyecto terminándose en 1999 cuando el tercer y último I-153 arribó a Nueva Zelanda. Estos aviones fueron equipados con motores radiales AZsh-62IR con caja de transmisión en lugar de los M-62 que no tienen caja de transmisión. El motivo fue que el AZsh-62IR es una versión casi idéntica del M-62, excepto por la caja de transmisión frontal y la ausencia de un mecanismo de sincronización para armas. Además, ninguno de los motores originales recuperados de aviones estrellados podía ser puesto en funcionamiento. Tras un espectacular debut internacional en el Warbirds over Wanaka de 1998 (para los I-16) y del 2000 (para los I-153), algunos de los aviones fueron vendidos a museos y colecciones de todo el mundo. Fueron comprados por la Commemorative Air Force de Estados Unidos, por Jerry Yagen de Virginia y un I-16 fue comprado por la Fundación Infante de Orleans. Todos los I-16 fueron vendidos a propietarios de ultramar y a pesar de que todavía quedan algunos I-153 en Wanaka, se cree que todos serán vendidos.

## Usuarios

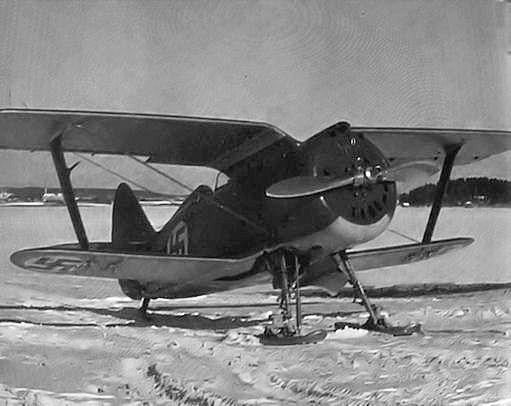
Polikarpov I-153 de la Fuerza Aérea Finlandesa, equipado con esquíes.

- Unión Soviética: Fuerza Aérea Soviética y Aviación Naval Soviética
- Alemania nazi: La Luftwaffe empleó aviones capturados.
- Finlandia: La Fuerza Aérea Finlandesa empleó 21 aviones capturados, 11 de los cuales fueron comprados a Alemania, aunque solo se suministraron 10. Estos volaron con números de serie que iban del IT-11 al IT-31.[15][16]
- República de China: Fuerza Aérea de la República de China

## Especificaciones (I-153 (M-62))
Referencia datos: Of Chaika and Chato...Polikarpov's Fighting Biplanes"

### Características generales
- Tripulación: 1
- Longitud: 6,17 m
- Envergadura: 10 m
- Altura: 2,80 m
- Superficie alar: 22,14 m²
- Peso vacío: 1.452 kg
- Peso cargado: 1.960 kg
- Peso máximo al despegue: 2.110 kg
- Planta motriz: 1×  Shvetsov M-62, radial de 9 cilindros en estrella.
  - Potencia: 800 CV

### Rendimiento
- Velocidad máxima operativa (Vno): 444 km/h, a 4.600 m
- Velocidad crucero (Vc): 297 km/h, a 2.000 m
- Alcance: 470 km
- Techo de vuelo: 10.700 m
- Régimen de ascenso: 15 m/s
- Ascenso a 1.000 m (3300 pies): 0,85 min
- Ascenso a 7.000 m (23000 pies): 8,3 min

### Armamento
- Armas de proyectiles: 4 ametralladoras ShKAS de 7,62 mm, con 2.600 balas (cinta de 650 balas para cada una)

### Desarrollos relacionados
- Polikarpov I-15
- Polikarpov I-16

### Aeronaves similares
- Avia B.534
- Fiat CR.42
- Grumman F3F
- Gloster Gladiator

### Listas relacionadas
- Anexo:Lista de biplanos